# Joanne Chory
Joanne Chory, née le 19 mars 1955 à Methuen (Massachusetts) et morte le 12 novembre 2024 à La Jolla (San Diego, Californie), est une botaniste et généticienne américaine. 
Elle est professeure et directrice du laboratoire de biologie végétale cellulaire et moléculaire au Salk Institute for Biological Studies. Elle est également chercheuse au Howard Hughes Medical Institute et professeure associée à la faculté de biologie cellulaire et du développement, de l'université de Californie à San Diego.

## Biographie
Joanne Chory obtient un baccalauréat universitaire en biologie au Oberlin College dans l'Ohio et son doctorat en microbiologie à l'université de l'Illinois à Urbana-Champaign en 1984. Entre 1984 et 1988, elle effectue ses recherches postdoctorales à la faculté de médecine de Harvard, dans le laboratoire de Frederick M. Ausubel. En 1988, elle rejoint l'Institut Salk en tant que maître assistante. En 1994, elle y travaille en tant que professeure agrégée et en 1998, elle y est directrice de recherches. En 1997, elle rejoint le Howard Hughes Medical Institute. En 1999, elle devient professeure associée à la faculté de biologie cellulaire et du développement, de l'université de Californie à San Diego.

## Contributions scientifiques
Joanne Chory s'intéresse à la façon dont les plantes réagissent aux changements dans leur environnement lumineux. Les signaux lumineux sont nécessaires pour induire et réguler de nombreux processus de développement chez les plantes. Ses travaux sur l’espèce modèle Arabidopsis thaliana lui ont permis d’étudier les rôles des phytochromes. Son équipe a également étudié la co-régulation des gènes des noyaux et du plaste dans la mise en place de l’appareil photosynthétique. Elle étudie également les rôles des brassinostéroïdes dans les processus d’élongation cellulaire,, ,,,,. Elle s'est également investie avec ses collègues du laboratoire de biologie végétale au Salk Institute dans la conception d'un végétal qui pourrait aspirer 20 fois plus de dioxyde de carbone que les graminées vivaces d'aujourd'hui, résister à la sécheresse et aux inondations, et être comestible et nutritif,,.

## Honneurs et récompenses
- 2019 : Prix Prince des Asturies (technique et recherches scientifiques)[18]
- 2018:
  - Prix Gruber de génétique[19].
  - Breakthrough Prize in Life Sciences[20]
- 2015: membre de la société américaine de philosophie[21]
- 2012: médaille de la société américaine de génétique[22]
- 2011: nommée membre étranger de la Royal Society[23]
- 2009: nommée membre étranger de l'’Académie des sciences de France[24]
- 2008: nommée membre de l'Académie allemande des sciences Leopoldina
- 2006: membre de l'Organisation européenne de biologie moléculaire
- 2005: membre de l'association américaine pour l'avancement des sciences
- 2000: Prix L'Oréal-Unesco pour les femmes et la science[25]
- 1999: membre de l'Académie nationale des sciences des États-Unis[26]
- 1998: membre de l'Académie américaine des arts et des sciences
- 1997: membre de l'Howard Hughes Medical Institute
- 2020 : Prix Pearl Meister Greengard
- 2024 : Prix Wolf d'agriculture [27].